# Траљијатела Кампитело (Рим)
Траљијатела Кампитело је насеље у Италији у округу Рим, региону Лацио.
Према процени из 2011. у насељу је живело 1608 становника. Насеље се налази на надморској висини од 155 м.